# Kjell Ledin
Kjell Ledin, född 1946 i Solna församling, död 2007 i Helsingborg, var en svensk författare. År 1971 utgavs hans första roman, Holkningen, på Albert Bonniers Förlag. År 1972 utgavs hans andra, och sista, roman, Resningen. Också den på Albert Bonniers Förlag.
Kjell Ledin skrev sina böcker efter att ha avtjänat ett drygt tvåårigt fängelsestraff. En stor inspirationskälla i Ledins författarskap var Ronnie Busk (pseudonym) som skrev romanen Änglaskuggor under en tids vistelse i fängelse.
Kjell Ledin föddes i arbetarhem. Han tog realexamen 1962 och arbetade bland annat som kontorist, sjöman och lastbilschaufför. I februari 1967 dömdes han till fängelse i två år och elva månader för post- och bankbedrägerier. Han blev villkorligt frigiven i mars 1969. Han avlade även studentexamen under sin tid i fängelset.